# Orlandia97 Capo d'Orlando
L'Associazione Sportiva Dilettantistica Orlandia97 Capo d'Orlando è stata una società calcistica femminile italiana con sede nella città di Capo d'Orlando. Nella sua storia ha disputato un campionato di Serie A, massima serie del campionato italiano femminile di calcio, nella stagione 2010-2011, e cinque stagioni in Serie A2, seconda serie nazionale.

## Storia
Il club nacque nel 1997 come Associazione Sportiva Orlandia 97 come società di calcio a 5 nel 2001 cominciò a disputare il primo campionato a 11 partendo dalla Serie C. Tra il 2003 e il 2005 ottenne la doppia promozione in Serie A2. Nell'estate del 2005 cambiò denominazione in Associazione Sportiva Dilettantistica Upea Orlandia 97. Nelle quattro stagioni successive in Serie A2 ottenne due sesti posti e poi due settimi posti nelle due stagioni successive. Nella stagione 2008-2009 raggiunse le semifinali della Coppa Italia, venendo sconfitto dalla Torres.

### La serie A
Nella stagione 2009-2010 l'A.S.D. Upea Orlandia 97 chiuse il campionato di Serie A2 al primo posto dopo averlo dominato totalizzando 51 punti e una sola sconfitta. In quest'anno partecipò anche alla fase finale della Coppa Italia (final six). Nell'estate 2010 cambiò denominazione in Associazione Sportiva Dilettantistica Orlandia97 Capo d'Orlando.
Nella stagione 2010-2011 disputò per la prima volta il campionato di Serie A, conclusa ottenendo 18 punti e il 14º posto, retrocedendo nuovamente in Serie A2.

### Il ritorno in Serie A2
Nella stagione 2011-2012 la società tentò subito di risalire in massima serie ottenendo il terzo posto dietro il Napoli e la Res Roma.
A causa di alcuni problemi societari nell'estate 2012 il club fece richiesta e ottenne dalla FIGC l'autorizzazione a partecipare al campionato di Serie C, invece che a quello di Serie A2, mantenendo l'anzianità di affiliazione e il numero di matricola. Nonostante ciò, la società non presentò domanda di iscrizione al campionato regionale di Serie C, venendo così proposto per la radiazione dal Comitato Regionale.

## Palmarès

### Competizioni nazionali
- Campionato italiano di Serie A2: 1

2009-2010 (girone B)

### Altri piazzamenti
- Coppa Italia:

Semifinalista: 2008-2009, 2009-2010